# Ivan Sesar
Ivan Sesar (* 29. August 1989 in Mostar) ist ein ehemaliger bosnisch-herzegowinischer Fußballspieler.

## Verein
Sesar begann mit dem Vereinsfußball in der Jugend von NK Široki Brijeg und wechselte 2006 in die Nachwuchsakademie von NK Zagreb. Dort gab er am 31. August 2008 sein Erstligadebüt gegen HNK Šibenik (1:1), als er in der 89. Minute eingewechselt wurde.
Ein Jahr später verließ er Zagreb und spielte anschließend der Reihe nach für den FC Koper, Lokomotiva Zagreb und den FK Sarajevo. Zur Rückrunde der Spielzeit 2012/13 wechselte er leihweise in die türkische Süper Lig zu Sanica Boru Elazığspor. Am 2. August 2013 unterschrieb Sesar bei Akhisar Belediyespor einen Dreijahresvertrag. Doch schon Anfang 2015 zog er für eine halbe Saison weiter zu DAC Dunajská Streda.
NK Široki Brijeg, SC Juventus Bukarest, FC Voluntari, FK Tuzla City, NK Solin und NK Rudeš waren bis 2021 die weiteren Stationen des Mittelfeld. Seitdem steht er in norwegischen Amateurbereich unter Vertrag, zuerst bei Kvik Halden FK und aktuell ist er für Flint Football aktiv.

## Nationalmannschaft
Sesar kam in sechs Spielen für die Bosnisch-herzegowinische U-21-Nationalmannschaft zum Einsatz und erzielte dabei einen Treffer. 2011 und 2012 absolvierte er dann drei Freundschaftsspiele für die A-Nationalmannschaft gegen, Polen (0:1), Wales (2:0) und Algerien (1:0).

## Erfolge
- Slowenischer Meister: 2010
- Bosnisch-herzegowinischer Pokalsieger: 2017
- Finnischer Pokalsieger: 2018